# Swante M. Swenson
Sven "Swante" Magnus Swenson, född 24 februari 1816 i Barkeryds socken i Jönköpings län, död 13 juni 1896 i Brooklyn i New York, var en svenskfödd företagare i USA som grundade ranchbolaget SMS Ranches i västra Texas. Genom Swensons insatser påbörjades 1848 svensk immigration till Texas. Han invaldes 1972 i Hall of Great Westerners vid National Cowboy & Western Heritage Museum i Oklahoma City.
Svante Swenson var son till rusthållaren Sven Israelsson. Efter att ha arbetat som handelsbiträde i Eksjö gick han 1834 till sjöss. Han kom 1836 till USA, vistades en tid i New York och var därefter anställd som bokhållare i en firma i Baltimore. Av sin arbetsgivare sändes Swenson 1838 i affärer till Texas, som just förklarat sig självständigt från Mexiko. Han inträdde som delägare i ett varuhus i Columbus och blev förvaltare på en stor egendom utanför Houston, som han efter giftermål med innehavarens änka blev ägare till. Ekonomiskt framsynt inköpte han stora tomtområden i och omkring Austin, innan staden ännu blivit Texas' huvudstad och byggde där hotell och varuhus samt började bankirrörelse. Han blev snart en över hela staten känd affärsman. På grund av sina nordstatssympatier tvingades han under nordamerikanska inbördeskriget fly till Mexiko. Under hans frånvaro sköttes hans affärer av morbrodern, Svante Palm, som emigrerat redan 1844. Swenson slog sig sedan ned i New Orleans. Utnyttjande krisen i sydstaterna bildade han firman Swenson Mercantile Company för bomullsexport, främst för marknaden i Europa. 1867 flyttades huvudkontoret till New York, där Swenson samma år startade en bankirfirma, Swenson & Sons vid Wall Street. Rörelsen övertogs efter hans död av sönerna. Tack vare affärsförbindelser med personer, som erhållit jord i västra Texas för sina insatser i inbördeskriget, lyckades Swenson köpa stora jordområden, vilka senare delvis såldes, delvis uppodlades till mönsterfarmer med boskapsuppfödning som specialitet (SMS Ranch). Swenson var även delägare i järnvägsbolag och ägde sockerplantager i Louisiana. Själv förste svensken i Texas insåg han snabbt statens utvecklingsmöjligheter. 1847 besökte han Sverige för att förmå främst släkt och vänner att emigrera. 1849 reste han åter över till Sverige och efterhand kom en emigration till stånd. Swensen var den förste, som organiserade en agentur för svensk emigration. En stor koloni, huvudsakligen bestående av smålänningar, växte upp i trakten av Austin. Swenson ägde en stor myntsamling, vari ingick en samling antika mynt, som ursprungligen tillhört August Wilhelm Stiernstedt. Han donerade sina samlingar till statsuniversitetets museum i Austin.